# Håkan Kulves
Sven Håkan Kulves, född 8 juli 1938 i Mariehamn, är en finländsk tjänsteman och författare.
Kulves blev filosofie licentiat 1968. Som miljö- och naturvårdsintendent vid Ålands landskapsstyrelse 1973–2004 har han gjort en betydande insats inom det åländska naturskyddet. Han har författat flera böcker om övärldens natur, bland annat Skärgård – sammanbrott eller utveckling (1971, tillsammans med Göran Harberg), Havsörnens ekologi på Åland (1973) och den omfattande landskapsbeskrivningen Skyddad natur på Åland – ett arv att värna (2004).